# ノアノハコブネガイ
ノアノハコブネガイ（ノアの方舟貝、学名：Arca noae ）は、フネガイ科に分類される二枚貝の一種。地中海から大西洋東部に分布する。フネガイ属 Arca のタイプ種で、フネガイ属はフネガイ科 Arcidae のタイプ属である。従って本種の特徴がフネガイ属とフネガイ科の基準となる。属名 Arca はラテン語で箱の意、noae は「ノアの - 」の意で、学名全体で「ノアの方舟」の意。英名や和名もこれに因む。別名：ノアノハコ。

## 分布
- 地中海全域
- 大西洋東部

ポルトガルのアルガルヴェ地方以南、カナリア諸島、アフリカ西岸のセネガルまで。

## 形態
殻
殻は前後に長く、殻長は普通40mm-70mm、時に90mmに達し、最大で殻高40mm、殻長100mmほどになる。付着生活をするため、周囲の環境によって殻形は変化しやすく、左右でも異なることがあるが、基本的には左右の殻はほぼ等形である。殻頂が前寄りに位置するため殻の前方は短く後方が長い。特に背縁と腹縁の後角がよく伸びてその間はややえぐれるため、後端は弱い二叉状になるのが一般的である。
本来は厚い褐色の殻皮に覆われるが、腹縁部以外の殻皮は剥げていることがある。殻表彫刻は、多数の放射肋と成長線とからなり、両者の交点は多少顆粒状を呈する。殻色は褐色と白とからなり、それらの縞模様になるのが一般的だが、個体ごとに変異しやすく全体に褐色のものなどもある。殻の腹縁には足糸を出すための間隙があり、両殻を閉じてもその部分は開いている。
蝶番は直線状。鉸板に多数の細かい鉸歯（蝶番の歯）が並ぶ多歯型で、例えば殻長80mmの個体で約100個の歯がある。両殻を繋ぐ靭帯は蝶番のほぼ全縁にわたり、背面に平坦で広い靭帯面を形成し、そこに左右の靭帯が合わさった菱形を現す。左右の殻頂は靭帯面を挟んで広く離れている。殻内面にはほぼ同大の前後の閉殻筋痕（貝柱の痕）があり、外套膜は水管を形成しないため套線（外套膜の付着痕）の湾入もない。

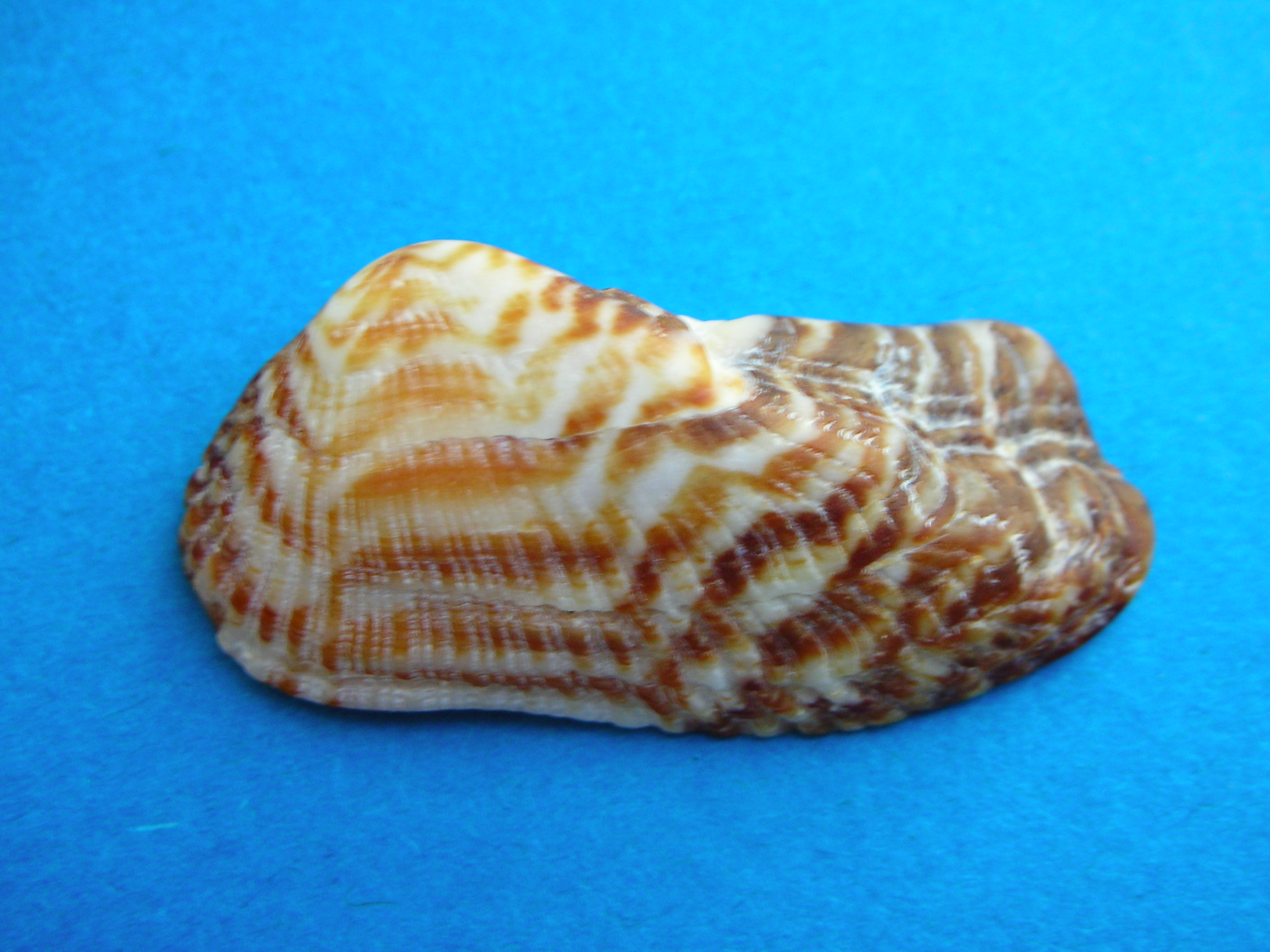
左殻
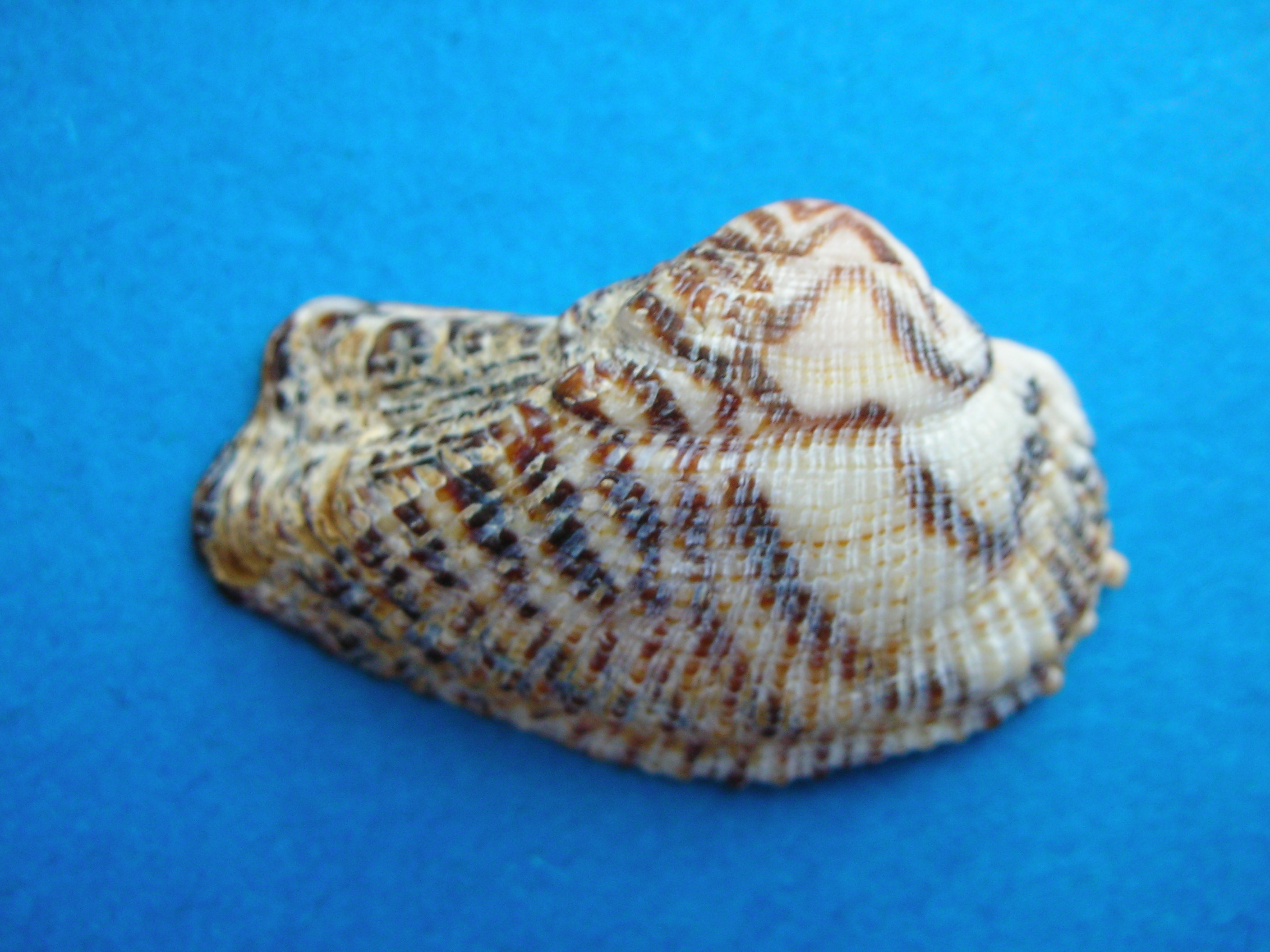
右殻
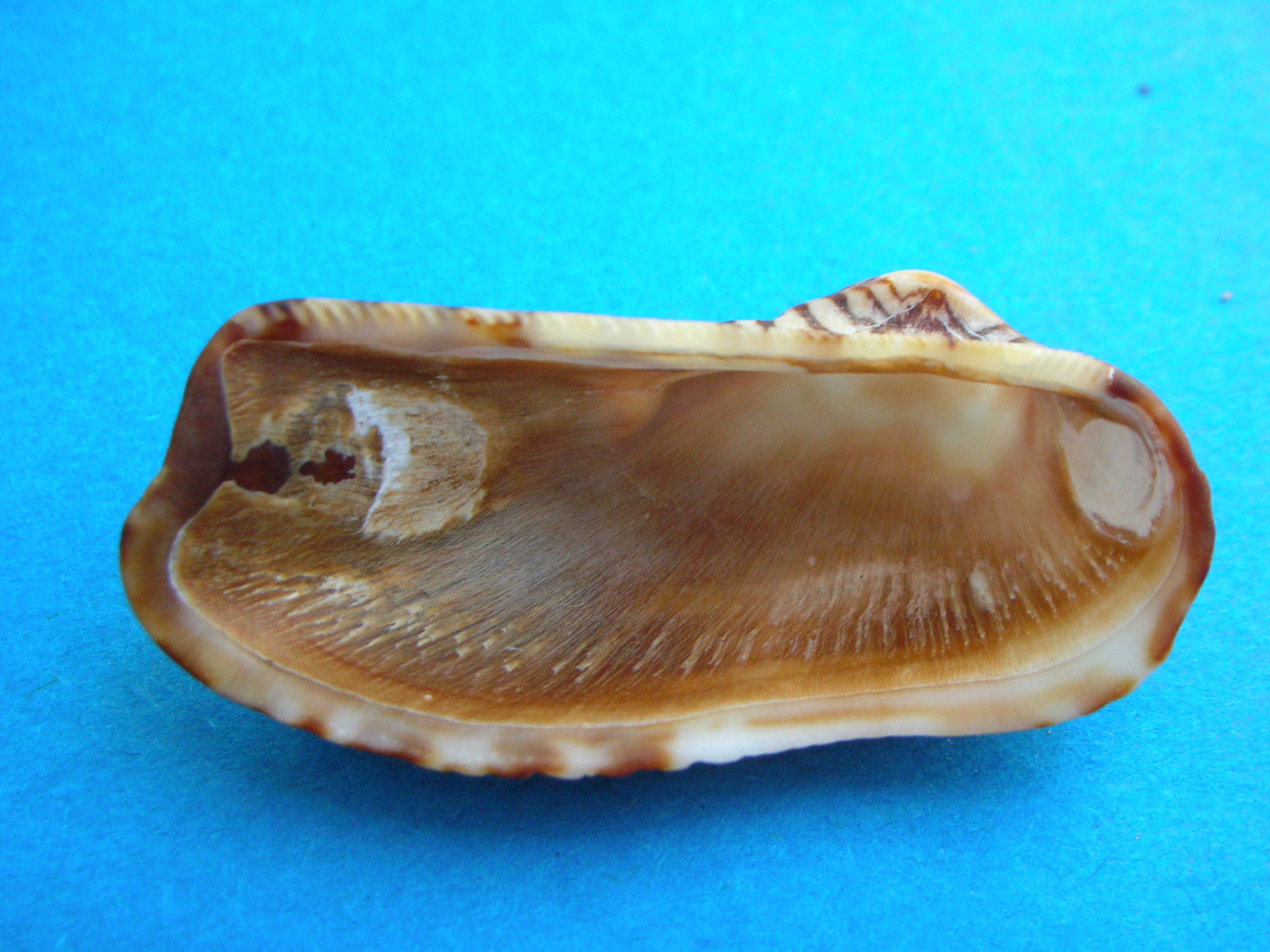
左殻内面
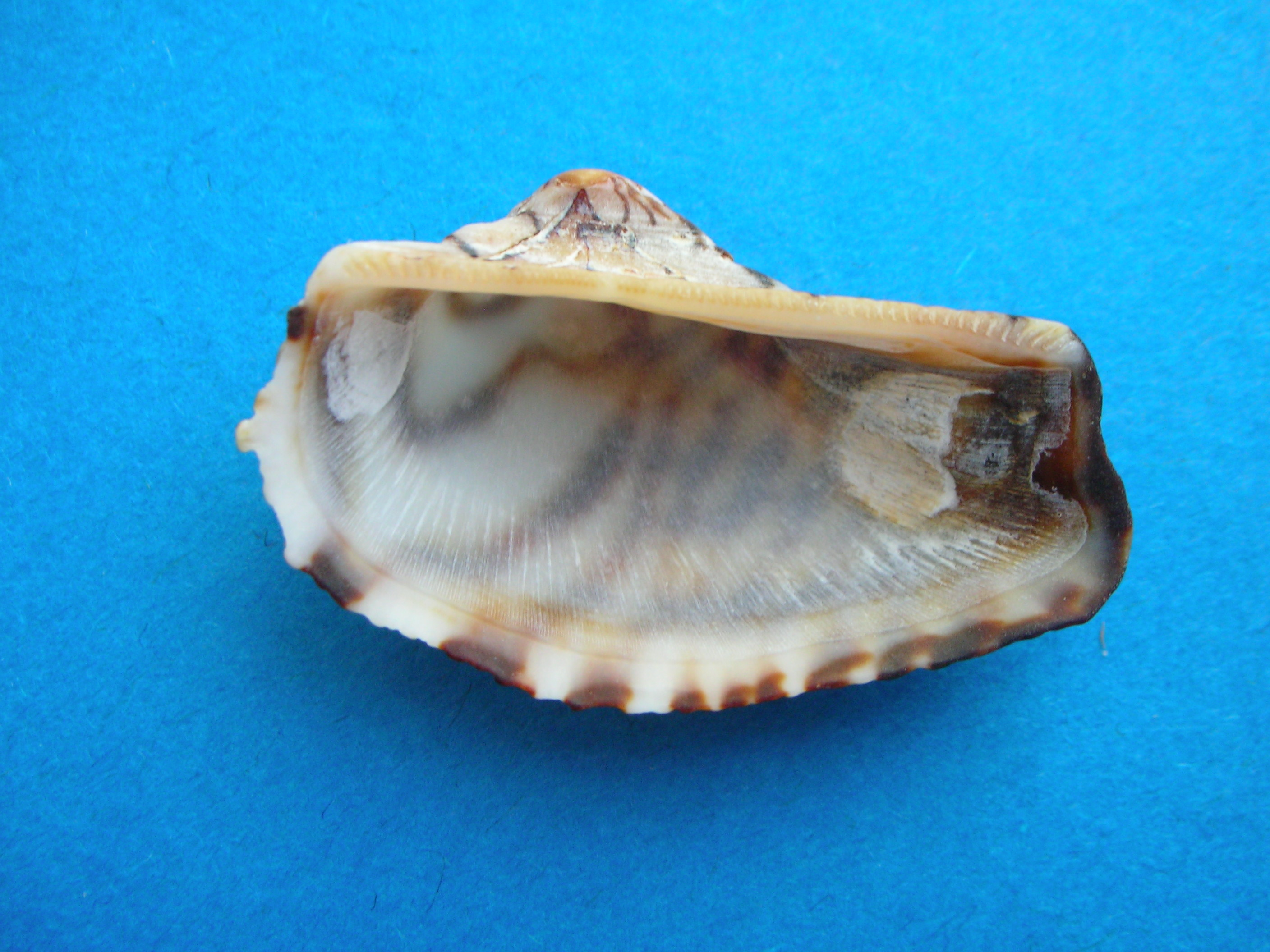
右殻内面

軟体
筋肉は、前後の閉殻筋（貝柱）が目立ち、ほかには前収足筋と後収足筋（収足筋＝足を殻内に引っ張る筋肉)、および巨大な後足糸牽引筋がそれぞれ1対ずつあるが、前足糸牽引筋はない。後足糸牽引筋の一端は後閉殻筋（後ろの貝柱）の前方に隣接して、殻内面の上部に付着し、他の一端は足糸の付け根に達していて、頑丈な足糸を牽引するようになっている。フネガイ類の足糸は、名前は「糸」であるが、実際には繊維同士が束になって太い根っこのようになっており、貝全体を岩などの基盤に強力に固定する。
外套膜縁は外褶と内／中褶の2段構造になっていて、内褶と中摺は明瞭に分化していない。これは二枚貝の中でも比較的原始的な形態だと考えられている。外套膜外褶の内側には多数の眼点を具えており、明暗を感じることができ、外敵などの接近で急激な明るさの変化があれば殻を閉じる。眼点の数は特に後方で多い。

## 生態

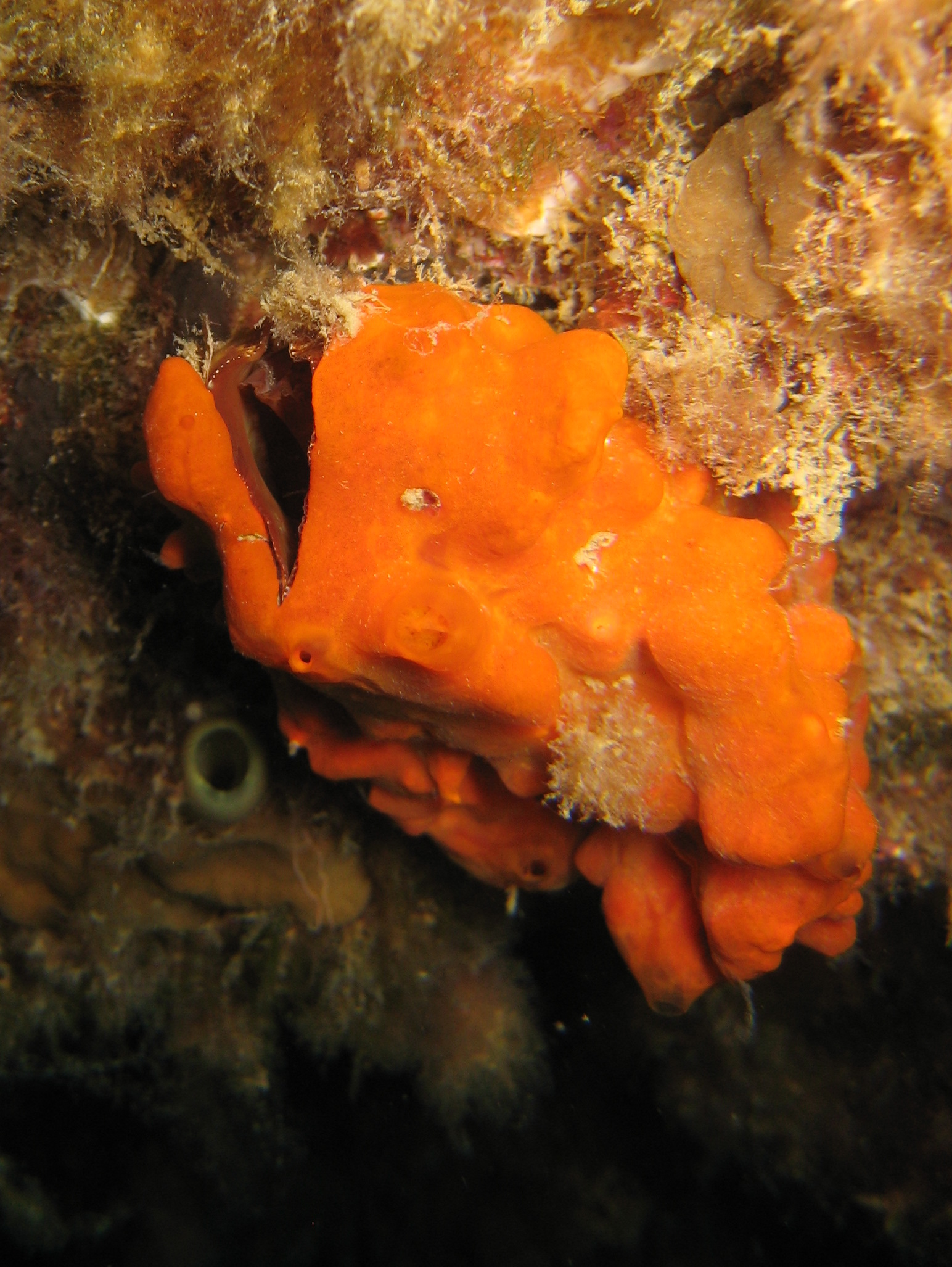
カイメンの1種 Crambe crambe に覆われた生体

一般には低潮帯から水深119mまで、もしくは潮間帯から水深200mまで、クロアチアのアドリア海では潮下帯から水深60mまで生息する。日光が直接射さない場所で、岩礁や石や貝殻といった着生基盤があれば海域の底質を問わず見られる。単独でいる場合もあれば、イガイ科の Modiolus barbatus の足糸と絡まって塊状になって生活している場合もある。また、しばしば橙色のカイメンの一種 Crambe crambe に覆われていることがある。
他の多くの二枚貝同様に濾過食者で、後方から海水を取り込み、その中のプランクトンなどの有機物を鰓で濾過し、更に口の周囲にある唇弁で選別して餌とする。クロアチア産のもので推定された寿命は15年-16年で、漁獲の対象となる5cm前後に成長するまでには3年から7年ほどかかるとされる。基本的には雌雄異体であるが、雌雄同体の個体もごく僅かに存在する。

## 分類
原記載
- Arca noae Linnaeus, 1758. Systema Naturae   ed.10, Tomus 1: 693. （『自然の体系』第10版, 巻1, p.693.）

異名
ヨーロッパでは身近な普通種で、外見の変異も多いことから異名も多く、20個以上の異名がある（右の外部識別子ボックスWoRMS 138788を参照）。
類似種
Arca フネガイ属のうち、大型で褐色の縞模様がある種はノアノハコブネガイに似ていて、それぞれに個体変異も大きいため、種の識別には産地なども参考になる。類似種には下記のようなものがある。

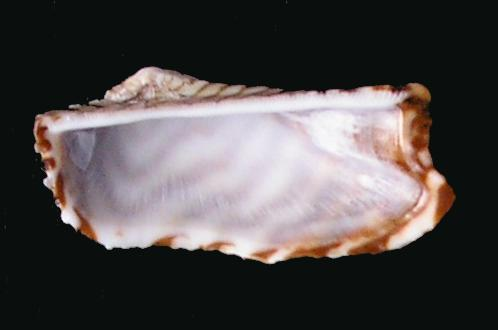
コンドルノハガイ

- Arca bouvieri …西アフリカ　最大で殻長70mm
- Arca despecta …西アフリカ　最大で殻長110mm （ノアノハコブネガイと混同されることがあるが、殻形から区別できるとされる）
- Arca imbricata  Mossy Ark
- Arca navicularis　ワシノハガイ Indo-pacific Ark …インド太平洋（紅海-日本）　最大で殻長90mm （放射肋が強い）
- Arca pacifica　トビノハガイ Panamic Turkey Wing　…太平洋東部（メキシコ-ペルー）　最大で殻長128mm
- Arca ventricosa　オオタカノハガイ Ventricose Ark …インド太平洋（紅海-日本-ハワイ）　最大で殻長115mm
- Arca zebra　コンドルノハガイ Atlantic Turkey Wing …大西洋西部（アメリカ東南部-ブラジル）　最大で殻長122mm

## 人との関係
食用に利用され、地域によっては商業的に漁獲される。クロアチアでは過剰な漁獲によって資源量が減りつつあり、地域個体群の絶滅の危険性が増大している可能性も指摘されている（Peharda, 2002）。